# Balkan Air Force
De Balkan Air Force (BAF) was een geallieerde luchtmacht die op 7 juni 1944 in de Italiaanse stad Bari werd gevormd om speciale operaties uit te voeren in en rond de Adriatische, Egeïsche en Ionische Zee.
Het BAF stond aanvankelijk onder leiding van William Elliot en later van George Mills. De luchtmacht bestond uit acht squadrons plus een eenheid die sinds mei 1942 voorraden voor Joegoslavische partizanen en het Italiaanse verzet dropte. Later voerde die eenheid ook operaties uit voor het Griekse en Albanese verzet. Er werden mannen van acht nationaliteiten gebruikt: Griekenland, Italië, Polen, Zuid-Afrika, Sovjet-Unie, Joegoslavië, Verenigd Koninkrijk en de Verenigde Staten. Tot haar opheffing in mei 1945 werden er 38.340 vluchten uitgevoerd. Tijdens deze vluchten werden er 6.650 ton bommen op verschillende doelen geworpen. Er werd 16.640 ton voorraden aan partizanen geleverd en 2.500 geheime agenten en spionnen werden in Joegoslavië gedropt. In totaal werden er 19.000 gewonden, voornamelijk partizanen, uit de betreffende oorlogsgebieden gered.